# Mercaderes
Mercaderes là một khu tự quản thuộc tỉnh Cauca, Colombia. Thủ phủ của khu tự quản Mercaderes đóng tại Mercaderes Khu tự quản Mercaderes có diện tích 827 ki lô mét vuông. Đến thời điểm ngày 28 tháng 5 năm 2005, khu tự quản Mercaderes có dân số 15407 người.